# 斋堂岛

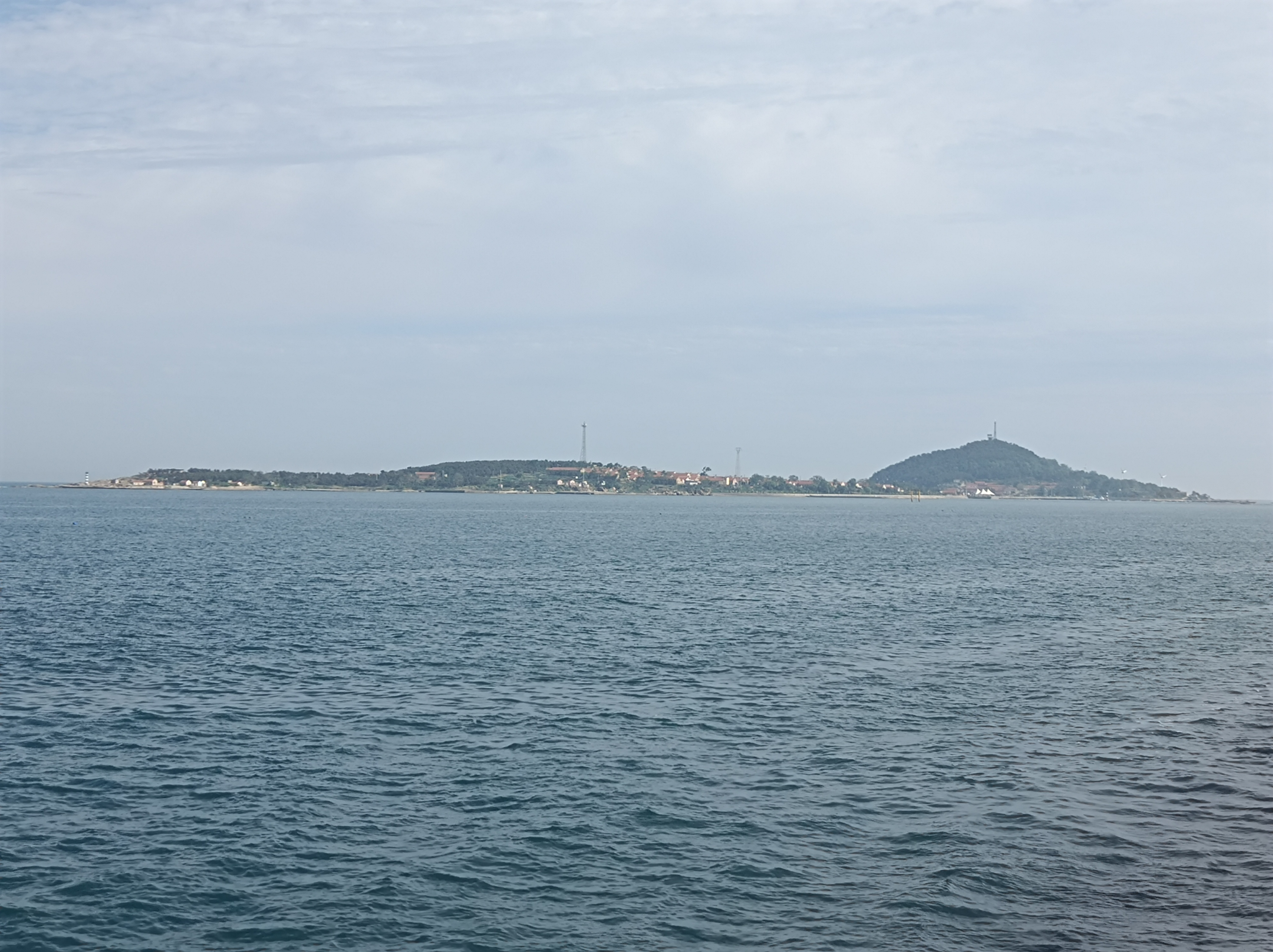
斋堂岛

斋堂岛是位于青岛市黄岛区南部近陆的一个岛屿，距大陆最近处仅约700米，因岛上有古斋堂故名。原为斋堂前岛和斋堂后岛两岛，1987年，两岛之间修筑狭长堤坝后连接为斋堂岛。面积0.46平方公里，最高峰位于南岛，海拔69.6米。斋堂岛和琅琊港码头之间，每半小时有一趟渡船来往。